# Cholchol
Chol Chol o Cholchol (mapudungún: Lugar de Cardos) es un pueblo y comuna de la zona sur de Chile, de la provincia de Cautín en la región de La Araucanía creada por ley 19.944 del 22 de abril de 2004 al segregarse de la comuna de Nueva Imperial.
Limita al norte con las comunas de Galvarino y Lumaco, al este con la de Temuco, al oeste con las de Carahue y Nueva Imperial, y al sur con la de Nueva Imperial.

## Toponimia
La opinión mayoritaria sostiene que la palabra Cholchol deriva de «Troltro» (cardo). Otra teoría indica que el término haría alusión a la espuma que se forma en el río del mismo nombre, que deriva de «tror tror». «Tror» o «trorfan» es espuma en mapudungun, y al repetir dos veces una palabra se enfatiza una característica. Cabe destacar que «troltro» es simplemente cardo y no ”lugar de cardos».

## Historia

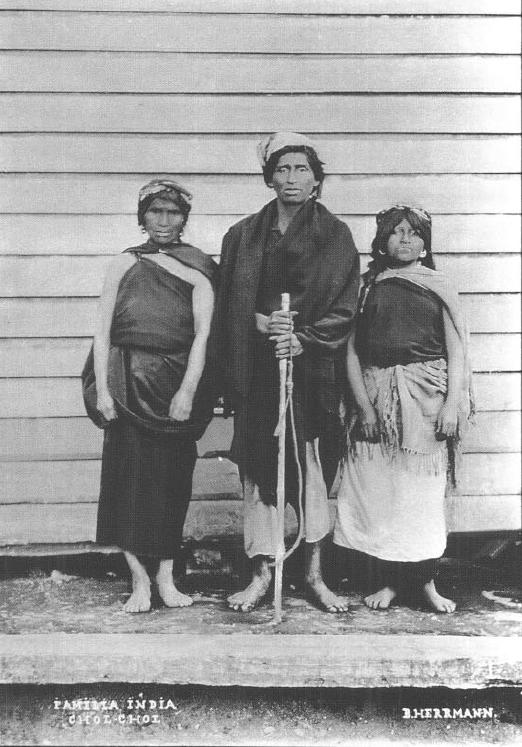
Familia mapuche de Cholchol, c. 1900.

### sigloXIX
Durante el proceso de ocupación de la Araucanía, ocurrió una sublevación mapuche de la zona de Cholchol, Imperial y Toltén el 4 de noviembre de 1881. Entre el día 5 y 6, un grupo de 400 hombres atacó el fuerte de Lumaco, que fue rechazado por una compañía del batallón Ñuble.
El coronel Gregorio Urrutia, jefe de las fuerzas de la Frontera, se hallaba en Santiago, pero al conocerse el levantamiento indígena, volvió en tren expreso a Angol en la noche del día 5. Al llegar, se dirigió de inmediato a Traiguén, junto a una columna de 400 hombres marchó al lugar en que estuvo asentada la antigua ciudad de La Imperial. Se reunieron ahí con otros 250 que venían desde Temuco por el camino de Cautín, además de las fuerzas de Cañete, Lebu, Tomé y Talcahuano venidas desde la costa.
Los mapuches se movían por los campos apropiándose de animales, saqueando las misiones, incendiando casas y ajusticiando los moradores de la zona que alcanzaban a recuperar.
El coronel Urrutia llegó a Cholchol el 10 de noviembre y dio instrucciones de construir un fuerte en la misma ruca del toqui Ancamilla, cumpliendo así la amenaza que había hecho de antemano al cabecilla indígena. El 22 de aquel mes se iniciaron los trabajos, dado así comienzo al pueblo que se estableció más tarde con el mismo nombre. 
En 1896, un grupo de cuatro misioneros anglicanos de la Sociedad Misionera de América del Sur, liderados por el hijo de Allen F. Gardiner, Allen W. Gardiner, y por el canadiense Charles Sadleir, llegó a Cholchol con el objetivo de ampliar la Misión Araucanía que había sido iniciada en la localidad de Quepe. Dirigidos por el pastor William Wilson como superintendente de la misión, en 1898 fue establecida la primera escuela con internado de la ciudad, lo que permitió la alfabetización de las comunidades mapuche locales — en una época con altos índices de pobreza extrema y analfabetismo —, para luego educarlos en competencias agrícolas e industriales, impartiendo clases en idioma mapuche y español. Asimismo, construyeron la Iglesia Anglicana La Ascensión — perteneciente en la actualidad a la Iglesia Anglicana de Chile — y luego en 1933, inauguraron el primer hospital de la ciudad.

### División territorial
Por ley del 12 de marzo de 1887, se crea la provincia de Cautín, y el nuevo departamento de Imperial y por otra del 1° de septiembre de ese año se asignan los límites a las nuevas subdelegaciones. Cholchol corresponde a la 2ª subdelegación, con el Distrito 1°, Cholchol. Las cuatro subdelegaciones del departamento de Imperial dependen de la Municipalidad de Nueva Imperial.
Con el Decreto de Creación de Municipalidades se crean 2 nuevas municipalidades en el Departamento: Bajo Imperial (subdelegación 3ª, Misiones) e Imperial (subdelegación 4ª, Tirúa). La 2ª subdelegación de Cholchol continúa bajo administración de Nueva Imperial. 
Con el DFL 8582, la 2ª subdelegación de Cholchol, pasa al nuevo Departamento de Lautaro. Con el DFL 8583 se integra con la 2ª subdelegación de Galvarino del antiguo Departamento de Llaima, para formar la nueva comuna-subdelegación de Galvarino.
El plano de distribución de los sitios fue aprobado el 30 de junio de 1890. Ver mapa de Cholchol en OpenstreetMap.

### Creación de la comuna
En 2004, por Ley 19.944, se crea la comuna de Cholchol:

"Artículo 1º.- Créase la comuna de Cholchol, sede Cholchol, en la provincia de Cautín, Región de la Araucanía. Comprende la parte de la actual comuna de Nueva Imperial ubicado al norte del siguiente límite: El lindero norte y oriente del predio rol 1276-3, desde el estero Boyacura hasta el lindero poniente del predio rol 610-66; el lindero poniente de los predios roles 610-66 y 610-65, desde el lindero oriente del predio rol 1276-3 hasta el lindero poniente del predio rol 610-60; el lindero poniente y sur del predio rol 610-60, desde el lindero poniente del predio rol 610-65 hasta el estero Codihue; el estero Codihue, desde el lindero sur del predio rol 610-60 hasta el lindero sur del predio rol 607-12; el lindero sur de los predios roles 607-12 y 607-11, desde el estero Codihue hasta el lindero poniente del predio rol 606-66; el lindero poniente del predio rol 606-66, desde el lindero sur del predio rol 607-11 hasta el estero Peleco; el estero Peleco, desde el lindero poniente del predio rol 606-66 hasta la desembocadura del estero Chivilcoyán; el estero Chivilcoyán, desde su desembocadura en el estero Peleco hasta el lindero poniente del predio rol 615-6; el lindero poniente del predio rol 615-6 desde el estero Chivilcoyán hasta el lindero sur del predio rol 608-4; el lindero sur de los predios roles 608-4 y 608-20, desde el lindero poniente del predio rol 615-6 hasta el lindero poniente del predio rol 615-2; el lindero poniente de los predios roles 615-2 y 616-4, desde el lindero sur del predio rol 608-20 hasta el río Cholchol; y el río Cholchol, desde el lindero poniente del predio rol 616-4 hasta la desembocadura del estero Cullinhue o Fisquico".

## Medio ambiente

### Geomorfología y componentes abióticos

Trazado simplificado de los ecosistemas y cuerpos de agua presentes en la comuna de Cholchol.

La comuna de Cholchol se encuentra emplazada en las unidades geomorfológicas de Llano central con morrenas y conos, Cordillera de la costa y Llanos de sedimentación fluvial o aluvional; y presenta según la clasificación climática de Köppen clima mediterráneo de lluvia invernal (Csb). Esta además se halla en la cuenca hidrográfica de río Imperial. Además, la comuna posee diversos cuerpos de agua, entre los que se destacan el río Cholchol y río Repocura.

### Componentes bióticos
Dentro del territorio de la comuna se pueden hallar los siguientes ecosistemas:
- Bosque caducifolio mediterráneo donde predominan Nothofagus obliqua y Persea lingue (en peligro crítico)
- Bosque caducifolio mediterráneo interior donde predominan Nothofagus obliqua y Cryptocarya alba (en peligro crítico)
- Bosque caducifolio templado costero donde predominan Nothofagus alpina y Persea lingue (en peligro)
- Bosque mixto mediterráneo-templado costero donde predominan Nothofagus dombeyi y Nothofagus obliqua (en peligro crítico)

### Medidas de protección ambiental y conflictos socioambientales
Hasta 2022, la comuna de Cholchol no cuenta con áreas destinadas a la protección ambiental.

## Demografía
De acuerdo al censo de 2017, la comuna tiene 11.611 habitantes, de los cuales 5773 eran hombres y 5838 mujeres. En su composición étnica, el 77% de su población es de origen mapuche (incluyendo mestizos y no mestizos), siendo una de las comunas con más alta proporción de habitantes pertenecientes a este pueblo originario.

## Administración

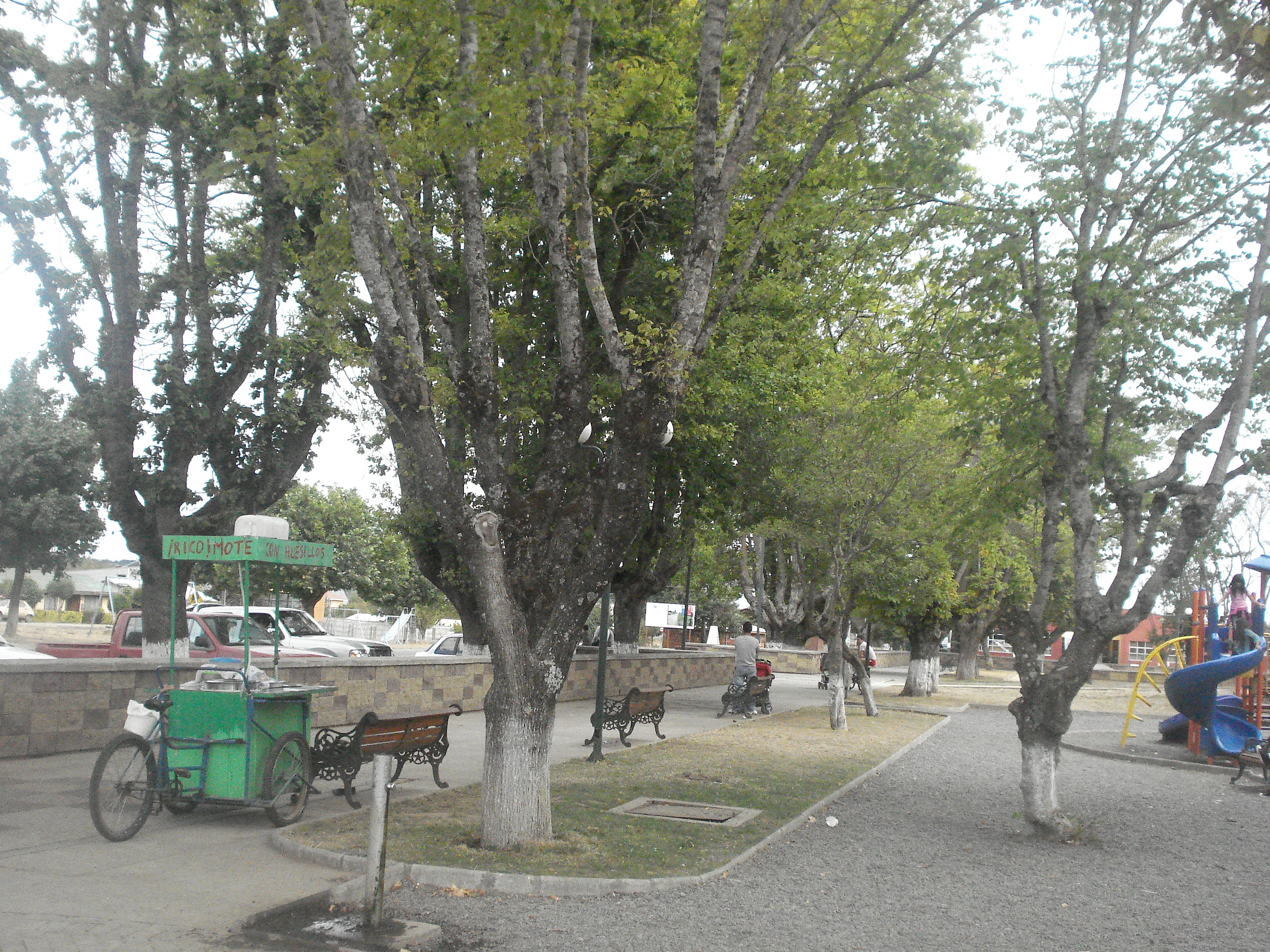
Plaza de armas de Cholchol (2012).

Actualmente la comuna está al mando del Alcalde Luis Huirilef Barra que gracias a una investigación de un medio periodístico, puede ser investigado por abuso en los gastos municipales para ser usados en viajes por comisiones de servicio (Independiente).
Integra el Distrito Electoral N.º 23 y pertenece a la 11.ª Circunscripción Senatorial (Araucanía). Es representada en la Cámara de Diputados del Congreso Nacional por los diputados René Saffirio (Ind), Andrés Molina (Evópoli), Sebastián Álvarez (Evópoli), René Manuel García (RN), Miguel Mellado (RN), Ricardo Celis (PPD) y Fernando Meza (Ind). A su vez, es representada en el Senado por los senadores Felipe Kast (Evopolí), Carmen Gloria (Ind.), José García (RN), Francisco Huenchumilla (DC) y Jaime Quintana (PPD).

## Economía
En 2018, la cantidad de empresas registradas en Cholchol fue de 105. El Índice de Complejidad Económica (ECI) en el mismo año fue de -0,54, mientras que las actividades económicas con mayor índice de Ventaja Comparativa Revelada (RCA) fueron Venta al por Mayor de Animales Vivos (161,27), Destrucción de Plagas, Pulverizaciones, Fumigaciones u Otras (78,88) y Explotación de Bosques (65,3).

## Servicios públicos
En salud pública, el CESFAM Chol Chol es el principal establecimiento del Servicio de Salud Araucanía Sur para atender a pacientes dentro del área comunal. Al ser de baja complejidad, las personas que requieren atención especializada son derivados al Hospital Intercultural de Nueva Imperial y al Hospital Regional de Temuco.

## Personas destacadas
- Alfonso Salazar Ravanal (1898-1980): agrónomo y político
- Venancio Coñoepán: (c. 1780-1836): Líder mapuche aliado de los patriotas durante la guerra de independencia.
- Venancio Coñuepán Huenchual: (1905-1968): Diputado, ministro y líder histórico de la Corporación Araucana.
- Diego Pitbull Rivas: peleador de Ultimate Fighting Championship (UFC).

## Galería

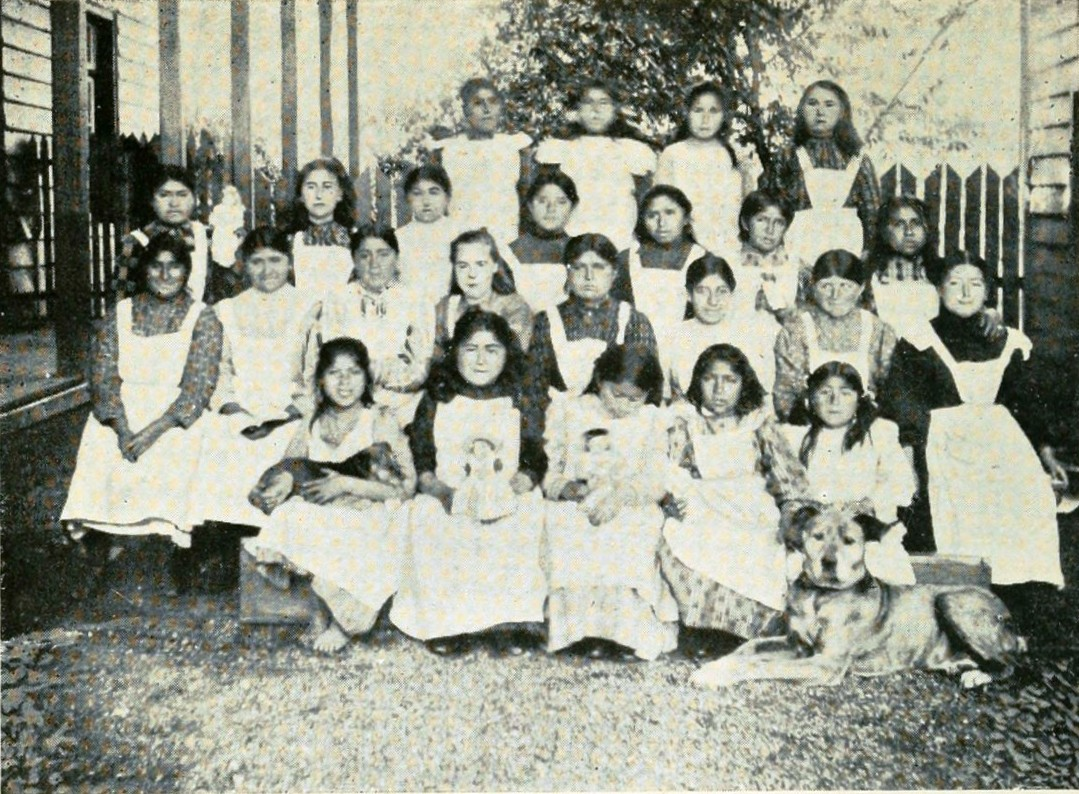
Niñas mapuches en 1914
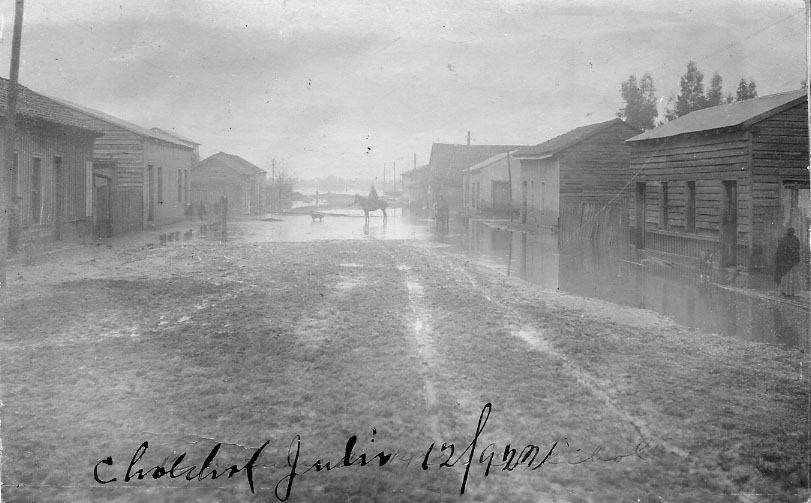
El pueblo en 1922
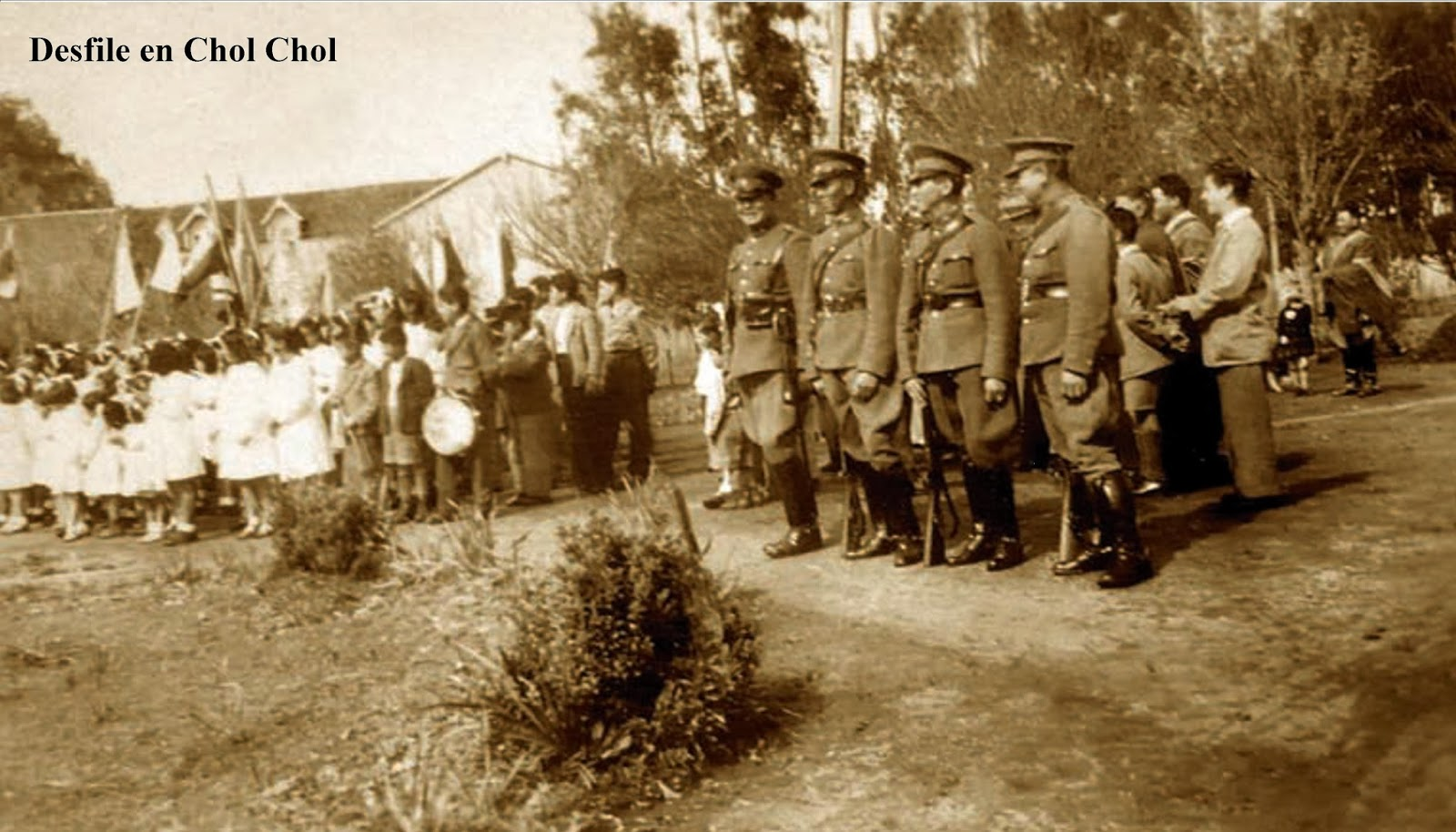
Desfile en Chol Chol
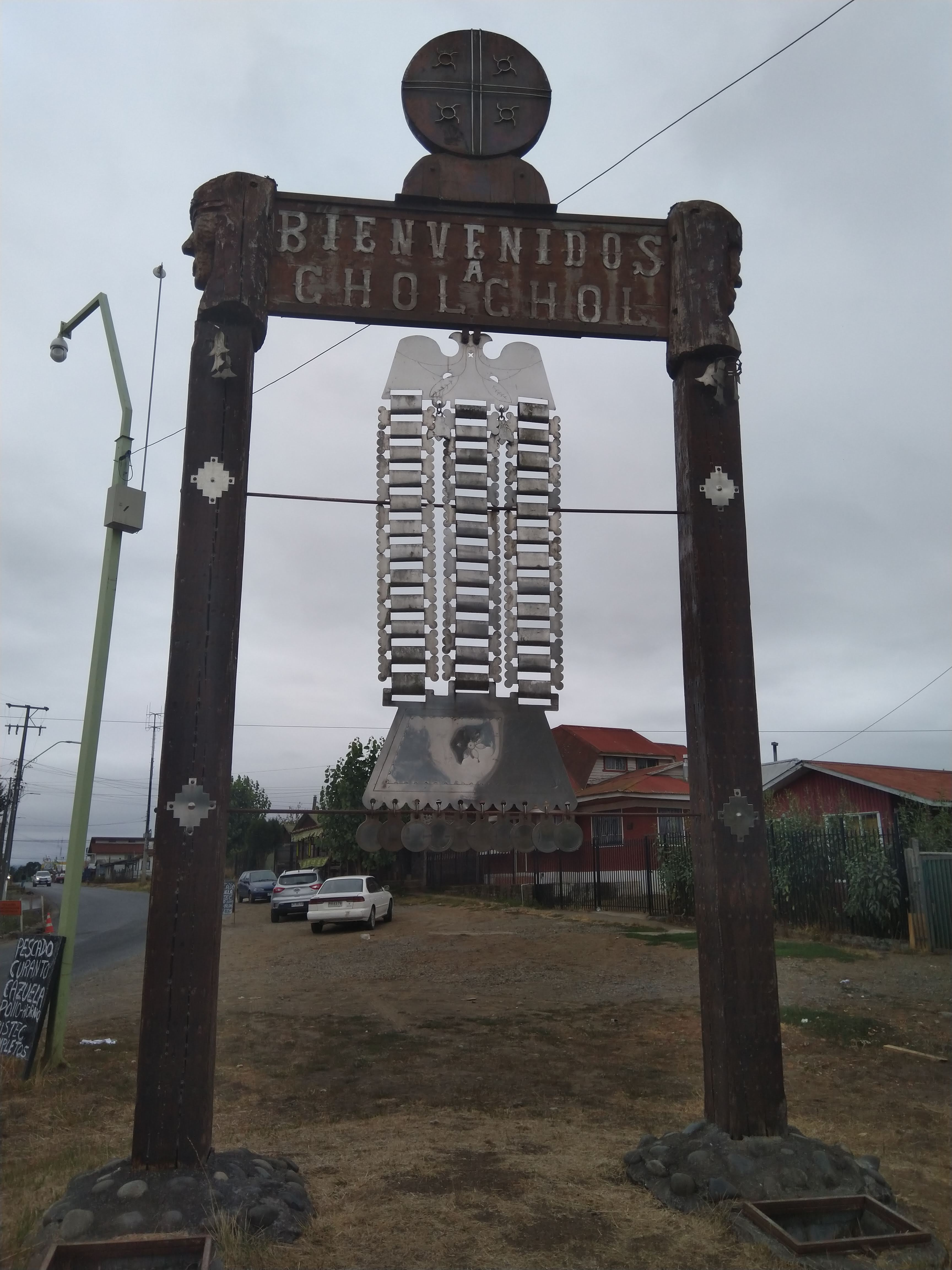
Letrero de bienvenida en la Ruta S-16
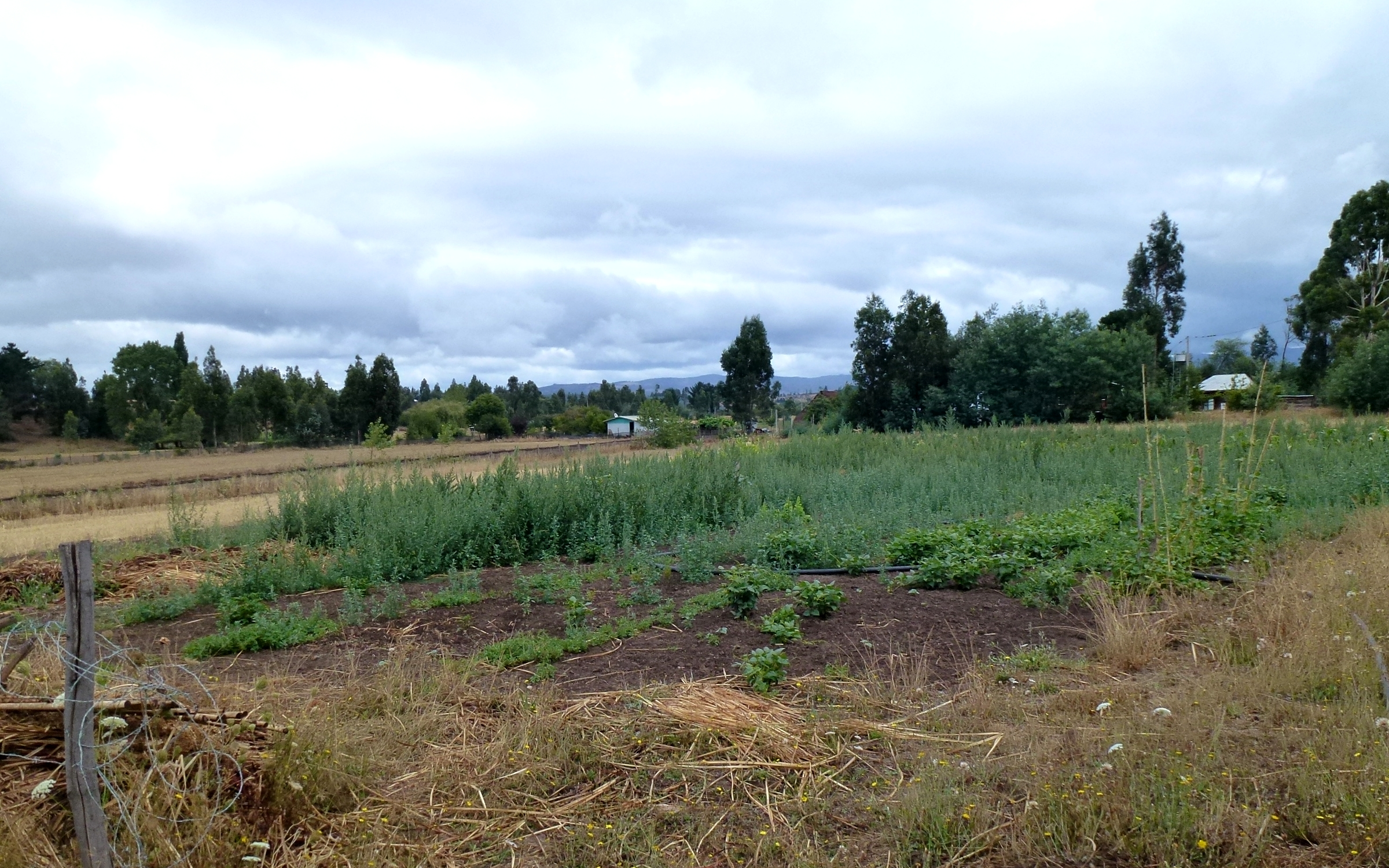
Campo en las cercanías del pueblo
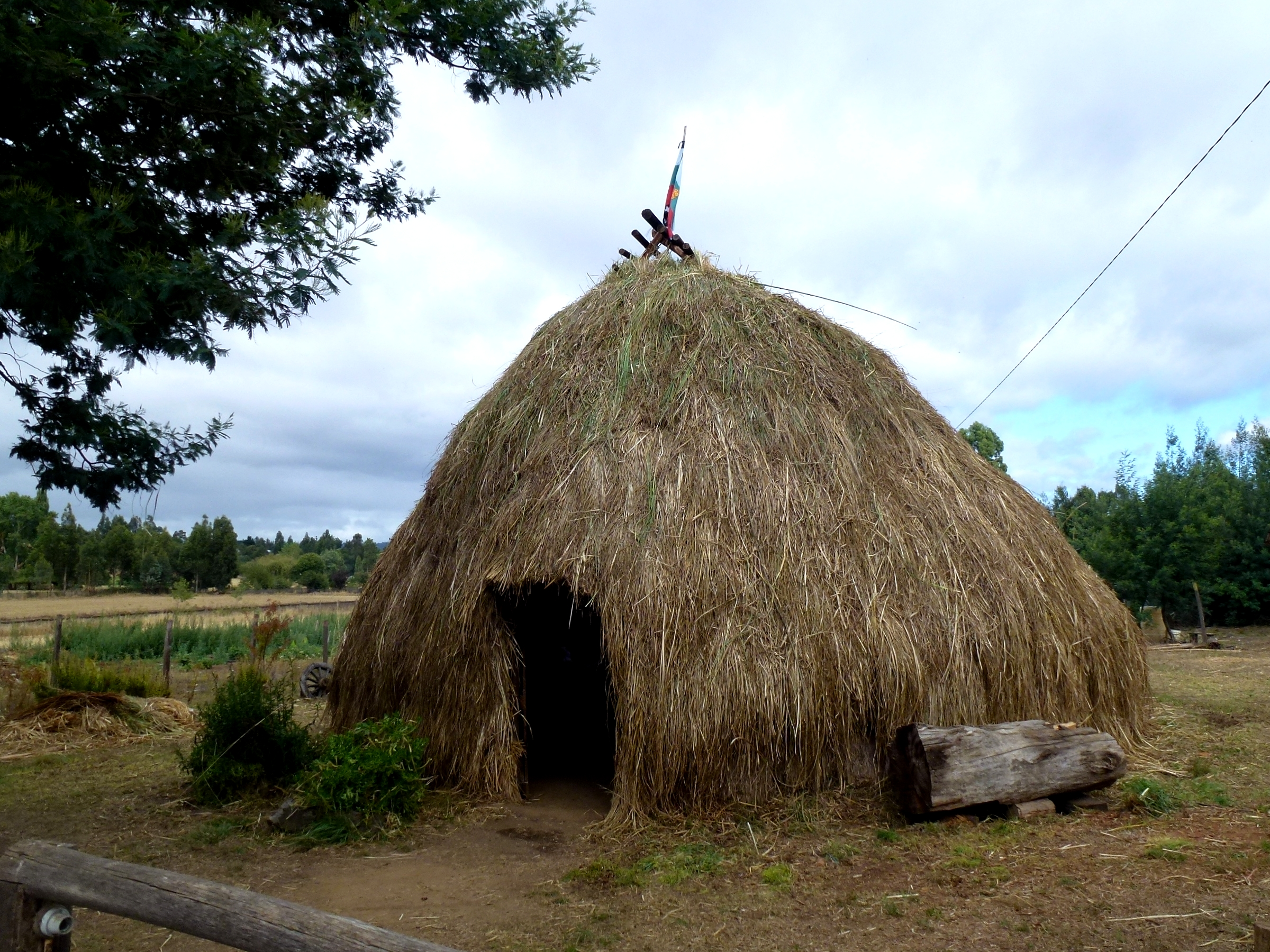
Ruca mapuche